# Институт молекулярной и клеточной биологии СО РАН
Институт молекулярной и клеточной биологии СО РАН — научно-исследовательский институт, созданный в 2011-м году в результате реорганизации Института химической биологии и фундаментальной медицины СО РАН на основании постановления Президиума РАН № 110 от 24.05.2011. Расположен в Академгородке в Новосибирске.

## Направления работы
Институт проводит исследования в следующих научных областях:
- Структура, функции и эволюция хромосом
- Геномика и протеомика
- Иммуногенетика
- Клеточный цикл и деление клетки
- Геном коренных жителей Сибири
- Клеточные технологии в медицине
- Исследования генома человека[3].
- Разработка методов диагностики рака[3].

В 2020-м году в Институте впервые в России синтезировали антитела, нейтрализующие SARS-CoV-2